# Eois argentifolia
Eois argentifolia är en fjärilsart som beskrevs av Felder 1875. Eois argentifolia ingår i släktet Eois och familjen mätare. Inga underarter finns listade i Catalogue of Life.